# 桂陽駅
桂陽駅（ケヤンえき）は、大韓民国仁川広域市桂陽区橘峴洞にある仁川交通公社と空港鉄道（A'REX）の駅である。

## 利用可能な鉄道路線
仁川交通公社
●1号線 - 駅番号はI110
空港鉄道
●仁川国際空港鉄道 - 駅番号はA06

## 駅構造

### 仁川交通公社
相対式ホーム2面2線の高架駅。仁川都市鉄道で初めてホームドアが設置された駅である。エレベーター・エスカレーター完備。駅西側には留置線が4本ある。改札口は1箇所ある。
1号線開通当初は当駅は設置されていなかったが、空港鉄道との連絡を確保するため、延伸・連絡駅設置を決めた。

#### のりば
案内上ののりば番号は設定されていない。 
| 上り | ●仁川1号線 | 当駅到着ホーム                               |
| 下り | ●仁川1号線 | 富平・仁川ターミナル・東幕・国際業務地区方面 |

| 仁川1号線ホーム（2007年7月22日） |

### 空港鉄道
相対式ホーム2面2線の高架駅。ホームドア・エレベーター・エスカレーター完備。改札口は金浦空港側と黔岩側の2箇所ある。

#### のりば
| 1 | ●仁川国際空港鉄道 | 黔岩・仁川国際空港1ターミナル・仁川国際空港2ターミナル方面 |
| 2 | ●仁川国際空港鉄道 | 金浦空港・ソウル方面                                       |

| 仁川国際空港鉄道ホーム（2007年3月24日） |

## 利用状況
| 年度   | 年度 | 仁川1号線 | 仁川1号線 | 仁川国際空港鉄道 | 仁川国際空港鉄道 | 全体合算  | 全体合算 | 備考                                                             |
| 年度   | 年度 | 合計      | 1日平均   | 合計             | 1日平均          | 合計      | 1日平均  | 備考                                                             |
| ------ | ---- | --------- | --------- | ---------------- | ---------------- | --------- | -------- | ---------------------------------------------------------------- |
| 2007年 | 乗車 | 935,492   | 3,215     | 716,992          | 2,525            | 1,652,484 | 4,527    | 仁川1号線は291日運用 空港鉄道は284日運用 全体合算は365日運用基準 |
| 2007年 | 下車 | 871,479   | 2,995     | 750,985          | 2,644            | 1,622,464 | 4,445    | 仁川1号線は291日運用 空港鉄道は284日運用 全体合算は365日運用基準 |
| 2007年 | 合計 | 1,806,971 | 6,210     | 1,467,977        | 5,169            | 3,274,948 | 8,972    | 仁川1号線は291日運用 空港鉄道は284日運用 全体合算は365日運用基準 |
| 2008年 | 乗車 | 1,481,144 | 4,047     | 1,169,053        | 3,194            | 2,650,197 | 7,241    |                                                                  |
| 2008年 | 下車 | 1,384,347 | 3,782     | 1,220,603        | 3,335            | 2,604,950 | 7,117    |                                                                  |
| 2008年 | 合計 | 2,865,491 | 7,829     | 2,389,656        | 6,529            | 5,255,147 | 14,358   |                                                                  |
| 2009年 | 乗車 | 1,693,862 | 4,641     | 1,473,081        | 4,036            | 3,166,943 | 8,677    |                                                                  |
| 2009年 | 下車 | 1,604,181 | 4,395     | 1,497,360        | 4,102            | 3,101,541 | 8,497    |                                                                  |
| 2009年 | 合計 | 3,298,043 | 9,036     | 2,970,441        | 8,138            | 6,268,484 | 17,174   |                                                                  |
| 2010年 | 乗車 | 2,170,221 | 5,946     |                  |                  |           |          |                                                                  |
| 2010年 | 下車 | 2,075,097 | 5,685     |                  |                  |           |          |                                                                  |
| 2010年 | 合計 | 4,245,318 | 11,631    |                  |                  |           |          |                                                                  |

## 駅周辺
周辺は開発制限区域に指定されており、畑や林野が多い。駅の北側では仁川国際空港高速道路と並行している。
- 京仁アラベッキル
- 桂陽中学校（ko:계양중학교）
- 桂陽初等学校
- 長堤路（朝鮮語版）

## 歴史
- 2007年3月16日 - 仁川広域市地下鉄公社（当時）1号線の駅が開業[3]。
- 2007年3月23日 - 仁川国際空港鉄道の駅が開業[4]。
- 2009年10月6日 - 仁川広域市地下鉄公社が仁川メトロに改称[5]。
- 2010年12月29日 - 空港鉄道の改札口を移設。乗換用改札口を設置。
- 2011年12月28日 - 仁川メトロは仁川交通公社に吸収統合され、仁川1号線は仁川交通公社の駅となる[6]。

## 隣の駅
仁川交通公社
●1号線
アラ駅 (I109) - 桂陽駅 (I110) - 橘峴駅 (I111)
空港鉄道
●仁川国際空港鉄道
直通
通過
一般（各駅停車）
金浦空港駅 (A05) - 桂陽駅 (A06) - 黔岩駅 (A07)